# Scarlatină
Scarlatina, boală infecțioasă, contagioasă și epidemică (mai ales la copii) cauzată de un streptococ, care se manifestă prin febră, dureri de gât și o erupție roșie pe tot corpul, urmată de descuamare.
Scarlatina a devenit o boală mai rară și are forme mai ușoare, începând cu a doua jumătate a secolului XX datorită folosirii antibioticelor.

## Tabloul clinic
Scarlatina parcurge 4 faze clasic descrise:
- perioada de incubație - 3-5 zile;
- perioada de invazie (preeruptivă) - 1-2 zile, care debutează brusc cu febră, frisoane, angină (enantem), odinofagie și cefalee, afectare digestivă (greață, vome, inapetență) și stare de rău general.
- perioada de stare, începe odată cu apariția exantemului scarlatinos și completarea enantemului (prin ciclul lingual).
- perioada de descuamație începe după 7-14 zile de boală, prelungindu-se 2-4 săptămâni.

### Incubația
Perioada de incubație durează de obicei 3-6 zile, dar se poate scurta până la o zi sau se poate extinde până la 12 zile.

### Perioada de invazie
Perioada de invazie (preeruptivă) durează 1-2 zile (36-48 de ore). Debutul bolii este brusc, uneori brutal, cu febră mare (de 38-40°), frisoane, curbatură moderată, mialgii, stare de rău general, angină, afectare digestivă (greață, vome repetate, inapetență, uneori dureri abdominale), astenie, insomnie și cefalee. Angina se însoțește de dureri în gât, odinofagie. La examenul obiectiv se depistează angina (roșeață intensă a faringelui, care cuprinde amigdalele și întregul istm faringian, amigdalele sunt hipertrofiate, roșii sau cu exsudat purulent, mai mult sau mai puțin organizat la suprafața tonsilelor), adenopatii submandibulare și uneori o hepatosplenomegalie sensibilă. În formele severe, pulsul este rapid, tensiunea arterială scade și starea generală este modificată (uneori delir).

### Perioada de stare
Perioada de stare (faza de stare, perioada de erupție, exantemul scarlatinos) începe odată cu apariția exantemului și completarea enantemului (prin ciclul lingual).

#### Exantemul scarlatinos

Exantemul scarlatinos

Exantemul scarlatinos (erupția cutanată scarlatinoasă) apare după 12-48 (obișnuit 24-36) ore de la debutul bolii (apariția febrei). Erupția scarlatinoasă se anunță printr-un ușor prurit și începe pe gât, umeri și partea superioară a toracelui și spatelui și apoi se întinde în câteva ore sub formă de cămașă pe tot trunchiul, iar în circa 24 de ore pe extremități. În cazuri obișnuite, erupția cutanată atinge cea mai mare dezvoltare în 2-3 zile a bolii, se menține 36-48 de ore și apoi se stinge treptat, dispărând în cazuri de gravitate medie după 7-8 zile de la debutul bolii.
Exantemul (erupția cutanată) este format din micropapule punctiforme congestive pe un fond intens eritematos. Micropapule (papule mici) au dimensiuni de 1-2 mm (cât un vârf sau gămălie de ac) și au o culoare roză sau roșie-intensă, stacojie, iar în cazurile severe, cu o nuanță cianotică. Centrul micropapulelor este de obicei colorat mai intens și ridicat deasupra pielii, ceea ce determină la palparea sau pipăitul lor o senzație aspră, de tegument granulos, rugos (senzație de glaspapir rugos). Micropapulele elevate se observă mai clar la o iluminare laterală. Uneori micropapule punctiforme de pe fondul intens eritematos sunt atât de numeroase încât confluează prin baza lor eritematoasă periferică în plaje întinse, tegumentele având un aspect eritematos difuz,  dând aspectul clasic descris de "piele de rac fiert", culoare care a sugerat și denumirea bolii (în latina medievală "scarlatum" = roșu aprins, stacojiu). Pielea este uscată (inhibiția glandelor sudoripare). Exantemul este ușor pruriginos sau nepruriginos, dar de obicei nudureros. Erupția dispare câteva clipe la presiunea ei cu degetul dând o pată albă (dermografism alb),  după care apare din nou erupția.
Erupția respectă fața, palmele și plantele, fiind mai accentuată la plicile de flexiune (în axile, în fosele poplitee, în regiunea inghinală), în regiunea inferioară a abdomenului, în regiunea laterală a toracelui, pe fese, pe fața internă a coapselor, gambelor, brațelor, pe fețele anterioare ale antebrațelor și pumnilor, dosul mâinii și degetelor.

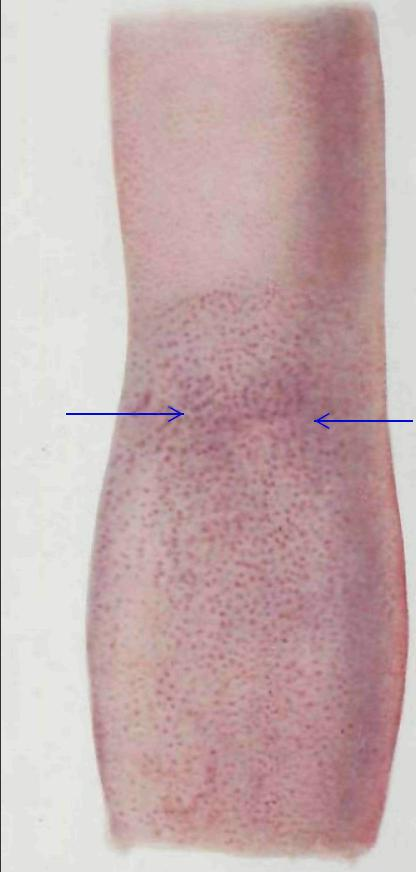
Exantemul scarlatinos pe membrul superior și semnul Pastia (săgeți) în plica cotului.

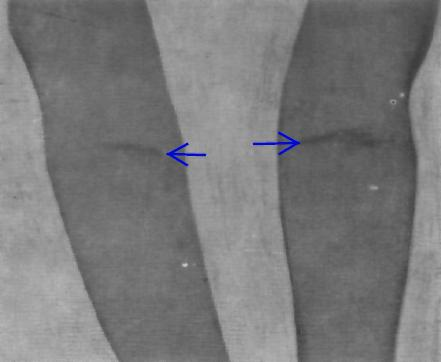
Semnul Pastia (săgeți) în plicele cotului în scarlatină după dispariția exantemului scarlatinos

La nivelul plicilor de flexiune ale membrelor, mai ales la plica cotului, dar și la cele de la încheieturile pumnului, genunchilor (fosă poplitee), din regiunea inghinală, din axile, erupția scarlatinoasă prezintă un aspect caracteristic, patognomonic, sub forma unor linii (dungi) hemoragice, așezate transversal în sens orizontal, corespunzător pliurilor de flexiune, la nivelul unde pielea, lezată de toxina streptococul piogen, este traumatizată prin mișcări. Acest aspect caracteristic al erupției la plicile de flexiune cu caracter hemoragic și persistent a fost descris în 1910 de Calistrat Grozovici (1862-1919) împreună cu internul său Constantin Pastia (1883-1926), în Spitalul Colentina și este cunoscut în literatură ca semnul Pastia sau semnul Grozovici-Pastia, util și pentru diagnosticul tardiv al scarlatinei, deoarece persistă câteva zile după stingerea erupției și permite astfel un diagnostic retroactiv chiar și în convalescența imediată. Semnul Pastia este mai mai rar întâlnit în plicile abdomenului unde liniile hemoragice sunt dispuse transversal. Punctele hemoragice pot produse în aceste regiuni și prin compresiunea pliului cutanat cu degetele sau prin compresiunea brațului cu manșeta tensiometrului sau cu un garou de cauciuc (semnul Rumpel-Leede pozitiv).

## Legături externe

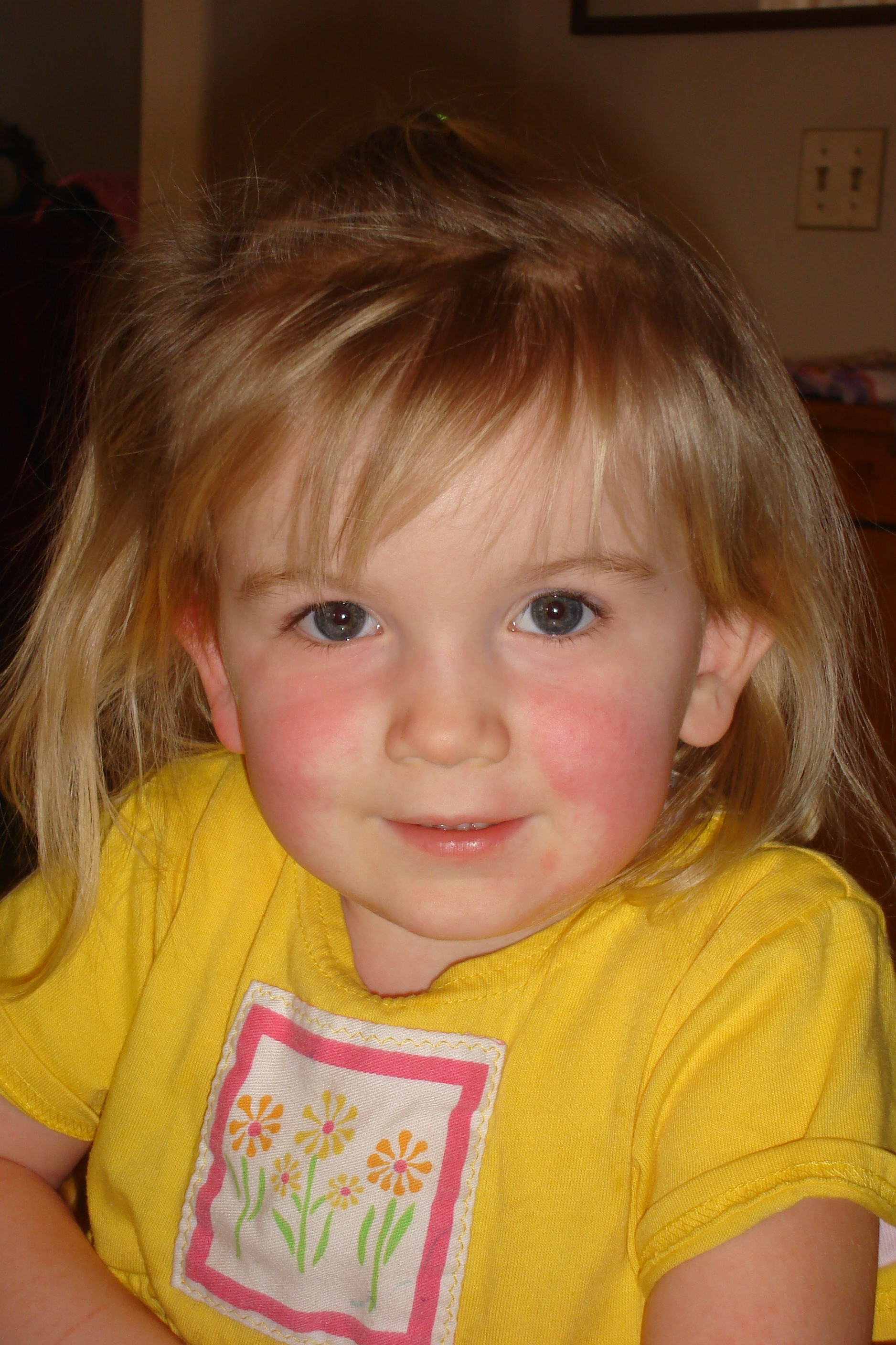